# Haukijärvi (sjö i Finland, Lappland, lat 68,62, long 21,97)
Haukijärvi är en sjö i Finland. Den ligger i kommunen Enontekis i landskapet Lappland, i den norra delen av landet, 900 km norr om huvudstaden Helsingfors. Haukijärvi ligger 465 meter över havet. Omgivningarna runt Haukijärvi är i huvudsak ett öppet busklandskap. Arean är 3,5 hektar och strandlinjen är 0,88 kilometer lång. Sjön  ingår i Torne älvs huvudavrinningsområde. 